# Horst Wolter
Horst Wolter, född 8 juni 1942 i Berlin, är en tysk före detta fotbollsmålvakt.
Horst Wolter vann Bundesliga med Eintracht Braunschweig 1967 och var dessutom med i Tysklands trupp som vann bronset i VM 1970, där han spelade i matchen om tredje pris.